# The Source Awards
"The Source Awards" é o 16.° episódio da primeira temporada da série de televisão de comédia de situação norte-americana 30 Rock. Teve o seu enredo co-escrito pelo produtor executivo Robert Carlock e Daisy Gardner, e foi realizado por Don Scardino, um dos produtores supervisores da temporada. A sua transmissão original nos Estados Unidos ocorreu na noite de 1 de Março de 2007 através da rede de televisão National Broadcasting Company (NBC). Dentre as estrelas convidadas estão inclusas  Kevin Brown, Grizz Chapman, Jason Sudeikis, Wayne Brady, e LL Cool J. O rapper norte-americano Ghostface Killah participou a interpretar uma versão fictícia de si mesmo.
No episódio, Liz Lemon (interpretada por Tina Fey) vai para um encontro com Steven (Brady), um homem afro-americano que a acusa de racismo quando esta decide não seguir em frente com o relacionamento. Entretanto, na tentativa de resolver a rixa entre o produtor de música rap Ridikolous (LL Cool J) e o astro do TGS Tracy Jordan (Tracy Morgan), o executivo Jack Donaghy (Alec Baldwin) pede ao primeiro para apresentar a cerimónia da entrega de prémios Source e ao último para que endorse a sua marca de vinhos Donaghy.
Em geral, "The Source Awards" foi recebido com opiniões mistas pelos membros da crítica especialista em televisão do horário nobre. De acordo com os dados publicados pelo sistema de mediação de audiências Nielsen Ratings, o episódio foi assistido por uma média de 5,70 milhões de telespectadores norte-americanos, e foi-lhe atribuída a classificação de 2,7 e sete de share no perfil demográfico dos telespectadores entre os 18 aos 49 anos de idade.

## Produção
"The Source Awards" é o 16.° episódio da primeira temporada de 30 Rock. O seu enredo foi co-escrito pelo produtor executivo Robert Carlock e Daisy Gardner, enquanto a realização ficava sob responsabilidade de Don Scardino, um dos produtores supervisores da temporada. Assim, marca a terceira vez que Carlock escreve o argumento de um episódio da série, com "Jack the Writer" e "Jack-Tor" sendo os seus trabalhos anteriores, e o único trabalho de Gardner para o seriado. Além disso, foi a quarta vez que Scardino ficava na realização de um episódio, com "Hard Ball" sendo o seu mais recente até então. Na sua autobiografia Bossypants (2011), Tina Fey — criadora, produtora exeuctiva, argumentista-chefe e actriz principal de 30 Rock — apontou "The Source Awards" como o seu episódio favorito dentre os que tiveram o guião escrito por Gardner.

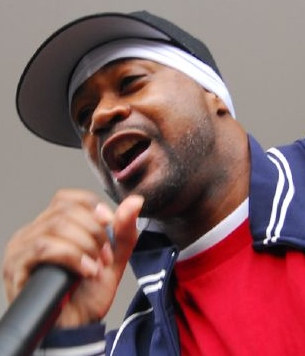
A participação de Ghostface Killah foi considerada uma das melhores em 30 Rock.

Este episódio marcou a segunda vez que o rapper Ghostface Killah participou de 30 Rock a interpretar uma versão fictícia de si mesmo. A sua primeira vez no seriado foi em "Jack-Tor", episódio no qual cantou o tema "Muffin Top" com a personagem Jenna Maroney (Jane Krakowski). Em "The Source Awards", Ghostface Killah é visto a beber o Vinho Espumante Donaghy Estate enquanto grava um vídeo musical, todavia, não consegue terminar de consumir a bebida, que lhe faz sentir-se indisposto. Em entrevista ao portal Vulture da New York Magazine em Fevereiro de 2019, o rapper revelou que a equipa do seriado contactou o seu administrador e este aceitou imediatamente. Acerca da experiência "curta" e "rápida", ficou feliz por colaborar com a equipa, especialmente Tracy Morgan, a quem achou "engraçado" por estar vestido como uma personagem do musical The Wiz. Por sua vez, acerca da sua experiência de trabalho com Ghostface Killah em entrevista à revista de entretenimento TV Guide em Outubro de 2008, Morgan expressou que "aquele é meu irmão de uma outra mãe... Andámos entre os mesmos círculos [de amizade], somos produto do mesmo tecido. Todos nós viemos e batalhas e toda essa coisa, sabe!? Para um mano, chegar a este ponto, fazer algo que gostam de fazer, você vai conhecer pessoas. Ghost é o meu gajo. Ghost, Nas, Jay-Z, todos eles são os meus gajos. Eu estou de bem com todo o mundo. Estou cansado de pessoas na impresa mediática a pensarem que há rixas entre todo o mundo... Não é sobre isso que é o hip hop." Todavia, o enredo de "The Source Awards" contrasta com o declarado pelo actor.
Outras participações especiais no episódio foram do rapper LL Cool J e dos comediantes Wayne Brady e Jason Sudeikis, este último um ex-membro do elenco do programa de televisão humorístico Saturday Night Live (SNL). A personagem interpretada por Sudeikis ficou conhecida até ao momento como "Rapaz das Flores". Esta foi a segunda aparição de Sudeikis, com a sua estreia sendo em "Up All Night". Vários outros membros do elenco do SNL já fizeram uma participação em 30 Rock, incluindo Rachel Dratch, Andy Samberg, Chris Parnell, Fred Armisen, Kristen Wiig, Will Forte, Horatio Sanz, Jan Hooks, Molly Shannon, e Siobhan Fallon Hogan. Ambos Tina Fey e Tracy Morgan fizeram parte do elenco principal do SNL, com Fey sendo a argumentista-chefe do programa entre 1999 e 2006. O actor Alec Baldwin também apresentou o Saturday Night Live por dezassete vezes, o maior número de episódios por qualquer personalidade.
O actor e comediante Judah Friedlander, intérprete da personagem Frank Rossitano em 30 Rock, é conhecido pelos seus bonés de camioneiro de marca registada que usa dentro e fora da personagem Frank. Os chapéus normalmente apresentam palavras ou frases curtas estampadas neles. Friedlander afirmou que ele próprio é quem faz os acessórios. Revelou também que "alguns deles são brincadeiras íntimas, e alguns são simplesmente piadas." A ideia veio do persona de Friedlander nas suas apresentações de comédia stand-up, nas quais os objectos de adorno estão todos estampados com a escrita "campeão mundial" em línguas e aparências diferentes. Em "The Source Awards", Frank usa bonés que leem "Coool As Ice" e "Time Travel Agent".
"The Source Awards" é o segundo episódio que faz uma sugestão a um suposto relacionamento amoroso entre Condoleezza Rice e a personagem Jack Donaghy. A primeira suspeita veio da personagem Liz em "The Break-Up", mais cedo nesta temporada. Rice viria finalmente a fazer uma participação em 30 Rock na quinta temporada, no episódio "Everything Sunny All the Time Always" (2011). Além disso, excepcionalmente neste episódio, foi reproduzido o tema "Oh My (I Roll My Eyes at You)" do artista The Gray Kid ao longo do episódio e durante a sequência de créditos finais, ao invés do tema de abertura de 30 Rock, composto pelo sonoplasta e também produtor Jeff Richmond. Não obstante, "Oh My (I Roll My Eyes at You)" foi misturada com um arranjo para piano composto por Richmond.

## Enredo
Liz Lemon (Tina Fey) tem um encontro com Steven Black (Wayne Brady), o novo agente de relações públicas de Tracy Jordan (Tracy Morgan), que ela conheceu em uma festa de Tracy. Muitas pessoas ao redor de Liz fazem do facto de Steven ser negro um problema, mas Liz não se importa com sua raça. Em seu encontro com Steven, ela fica surpresa ao descobrir certas coisas sobre ele, e não fica feliz. Steven acredita que Liz não gosta dele por ser negro, quando na verdade ela acha que ele é muito "branco". Ela não gosta dele, mas não quer ser vista como racista, então, continua o namoro. Mais tarde, tenta romper com Steven e explicar-lhe que ela simplesmente não gosta dele como pessoa, não por causa de sua raça. Para provar que são incompatíveis, a argumentista convida-a para a cerimónia dos prémios Source na noite seguinte.
Entretanto, Jack Donaghy (Alec Baldwin) produz o seu próprio champanhe, chamado Donaghy Estate Sparkling Wine. Ele e Liz provam-no e percebem que tem um sabor horrível, fazendo com que Jack tenha que se livrar do champanhe. Então, decide vendê-lo ao produtor de hip-hop Ridikolous (LL Cool J) e, ao mesmo tempo, concerta as coisas entre Tracy e Ridikolous, que não foi permitido a entrada em uma das festas do actor. Jack e Ridikolous têm uma reunião na qual conseguem um acordo para que o champanhe seja o patrocinador dos Prémios Source, produzido por Ridikolous. Para alterar ainda mais as coisas com Tracy, Jack propõe fazê-lo o apresentar da cerimónia, mas este recusa por temer levar um tiro.
Mais tarde, já na cerimónia dos Prémios Source, Jack tenta convencer Tracy a aceitar o pedido e pergunta-lhe retoricamente sobre o que faria Oprah numa situação destas, fazendo com que o actor comece a agir como ela. Nos bastidores, Tracy mostra a Liz a sua pistola, que ela leva para longe dele, mas acaba danto um tiro acidental nas nádegas de Steven. Este acha que ela atirou porque ele estava a mexer na sua bolsa e chama-lhe de racista. Depois disso, Ridikolous chega e diz que Jack fez da cerimónia uma chacota, acrescentando: "Espere até eu falar com Tupac sobre isso!" Isto leva a um breve momento complicado entre os dois, mas Jack insiste que ele não ouviu nada.

## Repercussão

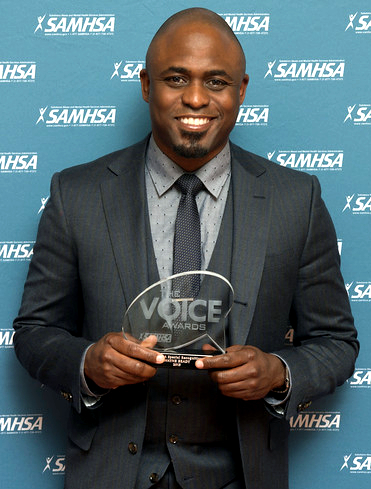
A participação de Wayne Brady foi recebida com elogios, assim como o seu enredo que lidou com a percepção norte-americana do racismo.